# Дневник машиновође
Дневник машиновође је српски филм из 2016. године. Режирао га је Милош Радовић, који је написао и сценарио. Премијерно је приказан 2. јула 2016. године на међународном фестивалу филма Синема сити. Премијера пред српском публиком је била у  Сава центру 14. септембра 2016. На РТС-у је приказан у виду троделне мини-серије која се приказивала  од 3. до 17. децембра 2016.
Филм је српски кандидат за 89. награду Оскар у категорији дугометражни играни филм на страном језику. На Фестивалу независног филма у Прагу 2017. године проглашен је за најбољи филм и добио „Златну звезду”.

## Радња
Сваки машиновођа, током своје професионалне каријере, ненамерно убије 20-30 људи. Жртве су обично самоубице, непажљиви, пијани, или само одсутни људи. Ово је трагична комедија о невиним убицама и њиховим животима.
Илија је шездесетогодишњи машиновођа, на корак до пензије. Он држи неславан рекорд од 28 гажења током каријере. Његов деветнаестогодишњи усвојени син Сима припрема се да настави породичну традицију. Илија га упознаје са послом и чињеницом да су несреће неизбежне. Сима се плаши, он не жели да постане убица. Највише га занима колико ће времена проћи док му се не деси прво гажење.

## Улоге
| Глумац              | Улога               |
| ------------------- | ------------------- |
| Лазар Ристовски     | Илија               |
| Петар Кораћ         | Сима                |
| Павле Ерић          | Мали Сима           |
| Мирјана Карановић   | Јагода              |
| Младен Нелевић      | Драган „Дизел”      |
| Јасна Ђуричић       | Сида                |
| Нина Јанковић       | Даница              |
| Даница Ристовски    | Управница           |
| Харис Бурина        | Љуба „Манијак”      |
| Тихомир Станић      | Самоубица           |
| Ђурђина Радић       | Снежа               |
| Ненад Ћирић         | Директор школе      |
| Наташа Марковић     | Мама                |
| Никола Булатовић    | Тата                |
| Бојан Димитријевић  | Психолог            |
| Бојан Жировић       | Васпитач            |
| Јован Ристовски     | Ромео               |
| Бранка Шелић        | Возачица трамваја   |
| Јово Максић         | Лустер              |
| Горан Шушљик        | Доктор              |
| Марко Баћовић       | Инспектор           |
| Александар Глигорић | Салама              |
| Елизабета Ђоревска  | Светлана            |
| Славиша Чуровић     | Полицајац           |
| Данијела Врањеш     | Бисерка             |
| Теодора Ристовски   | Васпитачица Нада    |
| Тамара Белошевић    | Новинарка           |
| Јелена Тркуља       | Колегиница психолог |
| Александар Летић    | Фотограф            |

## Критике
Горан Јовановић:
Одавно није било у исходишту једног тако поштеног и професионално урађеног филма у нашој кинематографији од Дневника машиновође Милоша Радовића. Осетљиви на преваре младих лавова и истрошених стараца, гаражних нишчих духом, револуционарних незналица и фестивалских полтрона, кад је у питању домаћи филм све примамо опрезно и са скепсом. Дневник машиновође је филм који враћа веру у способност причања приче, који воли своје јунаке и њихову мисију, који плени и кохерентношћу целине и узбудљивим и атрактивним деоницама, духовитим пасажима народског и црног хумора, глумом која код старијих излази из маниризама, а код млађих куца на врата откровења. Дневник машиновође је потпуно неочекивани мелем за ране српског филма и духовни узлет гледалаца који му још верују.
Игор Савељев:
Ко добро осмисли концепт, обавио је пола посла. Храброст представља другу нужну компоненту. Милош Радовић је морао да смогне одређену дозу храбрости кад је смрт у свим њеним могућим облицима уткао у заплет свог филма, а да га при томе није претворио у откачену црно-хуморну комедију. Односно, да упркос чињеници да је филм заправо комедија, наведе гледаоце да се искрено сажале на поједине ликове. Не одступајући ни за тренутак од логике реалног живота, Радовић је чудесно комбинује с великим дозама гротескног, па је за гледаоца изузетно смешно гледати како један Тодоровић стари док други постаје зрелији.